# Chan Chin-wei
Chan Chin-wei (Kaohsiung, 8 januari 1985) is een professioneel tennisspeelster uit Taiwan. Ze begon met tennis toen ze tien jaar oud was. Haar favoriete ondergrond is hardcourt.

## Loopbaan

### Enkelspel
Chan debuteerde in 2001 op het ITF-toernooi van Kaohsiung, haar geboorteplaats – ze verloor haar eersterondepartij van landgenote Hsieh Su-wei. In 2003 stond ze voor het eerst in een finale op het ITF-toernooi van Tainan in haar geboorteland – ze versloeg op dat toernooi onder meer landgenote Chan Yung-jan en, in de eindstrijd, Hsu Wen-hsin en won daarmee haar eerste enkelspeltitel. Tot op hedenseptember 2015 won Chan zes ITF-titels. Op het WTA-circuit wist ze zich pas in 2006 voor het eerst te kwalificeren voor een hoofdtoernooi, op het toernooi van Cincinnati – in de eerste ronde werd ze uitgeschakeld door Marion Bartoli.
Chan won een bronzen medaille op de Universiade van 2005 in İzmir (Turkije) en nog een bronzen medaille op de Universiade van 2007 in Bangkok (Thailand). In de jaren 2002, 2003, 2006–2009, 2011 en 2013 nam ze deel aan het Taiwanese Fed Cup-team – daarbij won ze in 2008 een groepswedstrijd van de Thaise Tamarine Tanasugarn.

### Dubbelspel
Tegelijk met haar enkelspeldebuut stond Chan ook in het dubbelspel voor het eerst in een ITF-toernooi in Kaohsiung (2001) – ze bereikte de tweede ronde. In de zomer van 2001 stond ze voor het eerst in een finale op het ITF-toernooi van Bangkok, samen met landgenote Hsieh Su-wei – in de eindstrijd versloegen ze het Koreaanse team Chae Kyung-yee en Kim Jin-hee, waarmee ze haar eerste titel veroverde. Tot op hedenseptember 2015 won Chan een WTA-titel en achtenveertig ITF-titels.
In 2004 nam ze voor het eerst deel aan een WTA-toernooi in Seoel, samen met de Japanse Ayami Takase – ze bereikten de tweede ronde. In 2007 stond ze voor het eerst in een WTA-finale op het toernooi van Stockholm, samen met Tetiana Luzhanska – ze verloren in drie sets van het Spaanse duo Anabel Medina Garrigues en Virginia Ruano Pascual. Chan bereikte nogmaals een WTA-finale in 2001, samen met de Chinese Han Xinyun, op het toernooi van Guangzhou – ook deze eindstrijd werd verloren, aan Hsieh Su-wei en Zheng Saisai.
Chan won gouden medailles op de Universiade van 2003 in Daegu (Zuid-Korea) samen met Chuang Chia-jung, die van 2007 in Bangkok (Thailand) samen met Hsieh Su-wei, en die van 2011 in Shenzhen (China) samen met Lee Hsin-han (gemengd dubbelspel).

## Posities op deWTA-ranglijst
Positie per einde seizoen:
| jaartal | ranking enkelspel | ranking dubbelspel |
| ------- | ----------------- | ------------------ |
| 2001    | 863               | 639                |
| 2002    | 805               | 331                |
| 2003    | 391               | 418                |
| 2004    | 288               | 182                |
| 2005    | 256               | 140                |
| 2006    | 167               | 97                 |
| 2007    | 206               | 142                |
| 2008    | 199               | 119                |
| 2009    | 425               | 106                |
| 2010    | 514               | 169                |
| 2011    | 384               | 111                |
| 2012    | 262               | 137                |
| 2013    | 325               | 121                |
| 2014    | 434               | 85                 |

## Palmares

### WTA-finaleplaatsen vrouwendubbelspel
| nr.              | datum      | toernooi      | ondergrond | partner           | tegenstandsters                                | score            |         |
| ---------------- | ---------- | ------------- | ---------- | ----------------- | ---------------------------------------------- | ---------------- | ------- |
| Gewonnen finales |            |               |            |                   |                                                |                  |         |
| 1.               | 2013-09-16 | WTA Seoel     | hardcourt  | Xu Yifan          | Raquel Kops-Jones Abigail Spears               | 7-5 6-3          | details |
| 2.               | 2014-09-06 | WTA Suzhou    | hardcourt  | Chuang Chia-jung  | Misa Eguchi Eri Hozumi                         | 6-1, 3-6, [10-7] | details |
| Verloren finales |            |               |            |                   |                                                |                  |         |
| 1.               | 2007-08-05 | WTA Stockholm | hardcourt  | Tetiana Luzhanska | Anabel Medina Garrigues Virginia Ruano Pascual | 1-6, 7-5, [6-10] | details |
| 2.               | 2011-09-24 | WTA Guangzhou | hardcourt  | Han Xinyun        | Hsieh Su-wei Zheng Saisai                      | 2-6, 1-6         | details |
| 3.               | 2014-07-27 | WTA Nanchang  | hardcourt  | Xu Yifan          | Chuang Chia-jung Junri Namigata                | 6-7, 3-6         | details |
| 4.               | 2015-08-02 | WTA Nanchang  | hardcourt  | Wang Yafan        | Chang Kai-chen Zheng Saisai                    | 3-6, 6,4 [3-10]  | details |
| 5.               | 2015-09-13 | WTA Dalian    | hardcourt  | Darija Jurak      | Zhang Kailin Zheng Saisai                      | 3-6, 4-6         | details |

## Prestatietabel grandslamtoernooien
| Legenda | Legenda                          |
| ------- | -------------------------------- |
| g.t.    | geen toernooi gehouden           |
| l.c.    | lagere categorie                 |
| –       | niet deelgenomen                 |
| G       | uitgeschakeld in de groepsfase   |
| 1R      | uitgeschakeld in de eerste ronde |
| 2R      | uitgeschakeld in de tweede ronde |
| 3R      | uitgeschakeld in de derde ronde  |
| 4R      | uitgeschakeld in de vierde ronde |
| KF      | uitgeschakeld in de kwartfinale  |
| HF      | uitgeschakeld in de halve finale |
| F       | de finale verloren               |
| W       | het toernooi gewonnen            |
| w-v     | winst/verlies-balans             |

### Vrouwendubbelspel
| Toernooi        | 2006 |    | 2015 |
| --------------- | ---- | -- | ---- |
| Australian Open | –    | –  |      |
| Roland Garros   | –    | 1R |      |
| Wimbledon       | 1R   | 1R |      |
| US Open         | –    | 1R |      |